# Carles Martinez Sanchez
Carles Martinez Sanchez est un joueur de rink hockey né le 16 mai 1989. Il évolue actuellement au sein du club de la Roche-sur-Yon.

## Parcours sportif
En 2012, il décide de quitter l'Espagne pour venir jouer dans le championnat français au sein de Mérignac. La saison suivante, il est transféré à la Roche-sur-Yon. À la suite du départ de l'entraineur et au désistement de son remplaçant, il est amené à devenir l'entraineur-joueur du club vendéen.

### Palmarès
En 2014, il obtient sa première Coupe de France avec le club de la Roche sur Yon. Cette même année, il termine à la seconde place du championnat de Nationale 1.